# Clarence (Zeichentrickserie)
Clarence ist eine US-amerikanische Zeichentrickserie, die in den Jahren 2014 bis 2018 von den Cartoon Network Studios produziert wurde. Sie wurde von dem Animator Skyler Page erdacht und handelt vom Alltag des etwas sonderbaren Jungen Clarence Wendle, seiner besten Freunde Jeff Randell und Sumo Sumouski sowie ihres familiären und schulischen Umfelds.
Die Serie feierte am 14. April 2014 ihre Premiere, wobei zwei Monate zuvor, am 17. Februar, eine Pilotfolge ausgestrahlt wurde. Page wurde während der Produktion der ersten Staffel entlassen, weswegen ein neuer Showrunner eingestellt werden musste und die Titelfigur, die ihre Stimme von Page erhielt, mit einem anderen Sprecher besetzt wurde.
Der Sender bestellte im Folgejahr eine zweite Staffel, die erstmals vom 18. Januar 2016 bis zum 3. Februar 2017 auf Cartoon Network ausgestrahlt wurde. Die dritte und letzte Staffel der Produktion lief vom 10. Februar 2017 bis zum 24. Juni 2018 erstmals in den Vereinigten Staaten.
In Deutschland wird die Serie seit dem 17. November 2014 auf dem deutschen Ableger von Cartoon Network ausgestrahlt.

## Handlung
Clarence Wendle, seine geschiedene Mutter Mary Sophia und ihr Lebensgefährte Chad leben erst seit kurzem in der fiktiven Stadt Aberdale in der Nähe von Phoenix. Da Clarence das „neue Kind“ an der Grundschule Aberdale Elementary ist, veranstaltet er eine Party, zu der jedoch nur Jeff und Ryan, genannt Sumo, kommen. Clarence freundet sich schnell mit ihnen an, und fortan erleben die drei eine Menge Abenteuer, meistens in alltäglichen Situationen, beispielsweise im Supermarkt oder auf Schulausflügen.
Manche Folgen fokussieren sich nicht auf die drei Hauptcharaktere, sondern auch auf deren Mitschüler und andere Bürger der Stadt.

## Figuren

### Hauptfiguren
- Clarence Wendle ist ein zehnjähriger, korpulenter Junge und die Hauptfigur der Serie. Er verhält sich stets fröhlich und optimistisch, zudem ist er freundlich zu allen Personen, denen er begegnet. Als er auf seine neue Grundschule kommt, kann er es kaum abwarten, neue Freundschaften zu schließen. Er vollbringt gerne gute Taten und hilft anderen auch, ohne dafür Gegenleistungen zu verlangen. Er hat eine sehr rege Fantasie, was in Zusammenhang mit seinem Enthusiasmus allerdings oftmals zu Problemen führt. Des Weiteren merkt er nicht, dass seine Hilfsbereitschaft und Freundlichkeit nicht selten ausgenutzt werden. Obwohl er etwas einfältig wirkt, zeigt sich in mehreren Episoden, dass er durchaus klug und einfallsreich sein kann.
- Jeffrey „Jeff“ Randell ist Clarence’ zweitbester Freund. Er ist intelligent, pragmatisch veranlagt und bewahrt Clarence davor, Dummheiten zu begehen. Obwohl er bei Clarence’ Aktivitäten immer mitmacht, ist er verklemmt, introvertiert und beinahe besessen von guten schulischen Leistungen. Sein Kopf hat eine quadratische Form, was eine Anspielung auf seine Persönlichkeit ist, da das englische Wort square nicht nur Quadrat, sondern auch spießig bedeuten kann. Jeff ist ein großer Fan von Spielshows und rät vor dem Fernseher mit den Kandidaten mit. Er hat viele Phobien, unter anderem hat er eine stark ausgeprägte Mysophobie und große Angst davor, zu versagen, weswegen er zwar jedes Jahr beim örtlichen Kochwettbewerb antritt, sein Gericht aber wegwirft, bevor es bewertet werden kann.
- Ryan „Sumo“ Sumouski ist Clarence’ bester Freund. Im Gegensatz zu Jeff löst er Probleme auf seine eigene, sehr impulsive Art anstatt durch Nachdenken. Er ist furchtlos und unberechenbar, was oft zu kleineren Streitigkeiten mit dem völlig gegensätzlichen Jeff führt. Diese werden dann von Clarence geschlichtet. Er ist gegenüber seinen beiden Freunden sehr loyal eingestellt und unterstützt sie, wenn sie ihn brauchen. Allerdings übt Sumo oft einen schlechten Einfluss auf Clarence aus und bringt sich und die anderen in Schwierigkeiten. In der dritten Staffel wechselt Sumo auf eine andere Schule namens West Aberdale. Obwohl sich besonders Clarence damit anfangs nur schwer abfinden kann, bleibt die Freundschaft mit Sumo bestehen.

### Nebenfiguren
- Mary Sophia Wendle ist Clarence’ Mutter. Nachdem sie sich von ihrem Ex-Freund Damian getrennt hatte, zog sie mit ihrem Sohn und ihrem Freund Chad nach Aberdale. Sie ist wie ihr Sohn freundlich, humorvoll und geduldig. Sie kümmert sich sehr liebevoll um Clarence und bringt ihn dazu, ihr bei der Hausarbeit zu helfen, in dem sie diese als eine Art Spiel tarnt. Sie unterstützt ihren Sohn, wann immer er ein Problem hat und nicht weiterweiß. Mary arbeitet als Kosmetikerin bei Hip Clips, einem Friseursalon.
- Charles Arthur „Chad“ Caswell ist Marys Lebensgefährte. Da Clarence keinen Kontakt zu seinem leiblichen Vater hat, ist Chad für ihn wie eine Art Ersatzvater. Obwohl er einen Bachelor besitzt, hat Chad hat keinen festen Beruf, sondern verdient sein Geld mit verschiedenen Gelegenheitsarbeiten, unter anderem als Sandwich-Man für Hip Clips. Marys Mutter ist von ihm nicht gerade beeindruckt, da er im Gegensatz zu Damian weder reich ist noch ein Auto hat. Er spielt sehr gerne Gitarre und hat eine Leidenschaft für Rockmusik.
- Belson Alfred Noles schikaniert gerne seine Mitschüler, allerdings nur selten physisch, sondern hauptsächlich verbal. Er spielt anderen gerne Streiche und ist aufgrund seiner narzisstischen, oberflächlichen und apathischen Persönlichkeit in der Schule nicht sonderlich beliebt. Neben seinen Freunden kann ihn lediglich Clarence gut leiden, was zwar auf Gegenseitigkeit beruht, Belson aber nie zugeben würde. Trotzdem hat er schon mehrmals versucht, Clarence’ Ruf zu zerstören, da er auf dessen Popularität neidisch ist. Belson kann allerdings gelegentlich nett zu anderen sein und ist künstlerisch begabt, da er einen Comic über einen Superhelden-Delfin gezeichnet hat. Er ist nach Nelson Boles benannt.
- Chelsea Keezheekoni ist die zweitbeste Schülerin der Klasse und ein Tomboy. Sie ist ein mutiges, direktes Mädchen, das behauptet, „besser“ als alle Jungs zu sein, insbesondere besser als Sumo. Trotzdem (oder gerade deswegen) hatte sie mit ihm im Baumhaus der drei Freunde ihren ersten Kuss.
- Breehn ist mit Jeff befreundet und der intelligenteste Schüler der Klasse. Ihm sind gute Noten sehr wichtig, deswegen lernt er viel und hat eine exzellente Allgemeinbildung. Wie Jeff ist er äußerst vorsichtig und ängstlich. Trotz seiner Erdnussallergie isst er in einer Folge ein Erdnussbutter-Sandwich, was er später bereut.
- Ms. Melanie Alexandra Baker ist Clarence’ Klassenlehrerin, die sehr schnell und sehr viel redet. Sie ist gegenüber ihren Schülern hilfsbereit und verständnisvoll, aber mit ihrer Arbeit auch oftmals überfordert und verliert schnell die Fassung.
- Percy Dahmer ist ein sehr sensibler Junge mit einer schwachen, leisen Stimme. Er weint oft und ist vom Pech verfolgt, zudem scheint er naiv zu sein, da er Breehn trotz dessen Allergie ein Erdnussbutter-Sandwich gab, da Percy nicht wusste, dass Erdnussbutter tatsächlich aus Erdnüssen hergestellt wird. Meistens verbringt er seine Freizeit mit Belson und seinen Freunden. Wie seine Eltern besitzt er eine kugelrunde Figur.
- Nathan ist einer von Belsons Freunden. Er ist stark, allerdings fehlt ihm das, was er an Muskelmasse besitzt, an Intelligenz. Dafür ist er hilfsbereit und freundlicher als Belson, den er nicht unterstützt, wenn dieser zu weit geht.
- Dustin Conway ist ein weiterer Freund von Belson. Er spielt gerne Videospiele und Fußball. Zwar macht er gerne bei Belsons Streichen mit, hat aber wie Nathan ebenfalls ein gutes Herz.
- Mel Sumowski ist Sumos Vater. Er hat eine tiefe Stimme und ist sehr streng, wie sein Sohn allerdings auch sehr exzentrisch.
- EJ und Sue Randell sind Jeffs Mütter. EJ ist etwas jähzornig und verhält sich eher burschikos, Sue hat dagegen eine sehr entspannte Persönlichkeit und tritt eher feminin auf.
- Jim Reese ist der Konrektor von Clarence’ Grundschule. Seine Hauptaufgabe besteht darin, die nachsitzenden Schüler zu beaufsichtigen. Früher arbeitete er als Polizist und hat einen ausgeprägten Appetit, vor allem auf Donuts und Kaffee.
- Guyler ist ein Klassenkamerad und Bekannter von Clarence, der oft bei seinen Aktionen mitmacht. Guyler hat einen sehr langen Hals und eine große Nase, er redet auch nie, sondern murmelt nur hin und wieder für andere unverständlich in sein T-Shirt, das seinen gesamten Hals und seinen Mund bedeckt.
- Regis Gilben spricht nicht, sondern kommuniziert mit Hilfe von Geräuschen, die dem Heulen von Wind ähneln. Trotzdem scheinen ihn seine Mitschüler zu verstehen, da sie sich mit ihm problemlos unterhalten können. Er ist fast immer regungslos, kann aber trotzdem Gegenstände benutzen.
- Mavis spricht ebenfalls nicht, sondern verständigt sich mit grunzenden Lauten, zudem hat sie Angst vor Hydranten.
- Joshua „Josh“ Maverick arbeitet zunächst als Angestellter in dem Lebensmittelladen Food Nephews, später als Naturführer. Er ist schlecht auf Sumo zu sprechen, da dieser ihn einmal gebissen hat und Josh deswegen auf der rechten Wange eine Narbe hat. Josh hat oft Unfälle, bei denen er schwere Verletzungen davonträgt, beispielsweise hat er bei einem Missgeschick seinen rechten Arm verloren. Clarence hat die meisten dieser Unfälle verursacht, weswegen er von Josh gehasst wird.
- Kimby ist ein schüchternes, unsicheres Mädchen, das ebenfalls in Clarence’ Klasse geht. Sie ist ein Girlie, sammelt Puppen und Stofftiere, mag Makeover und hört gerne Musik von Boybands.
- Malessica ist eine Freundin von Kimby und in Jeff verliebt. Sie ist intelligent und redet auf eine hochgestochene Art und Weise. Wie Kimby ist sie ebenfalls ein Girlie und mag Puppen sowie Ponys.
- Courtlin ist ebenfalls mit Kimby befreundet. Sie mag Clarence anfangs nicht besonders und findet seine Aktionen albern, später bessert sich ihr Verhältnis und sie macht gerne bei seinen Aktivitäten mit. Sie macht sich bereits Gedanken über ihre Zukunft und fragt sich, auf welches College sie einmal gehen soll.
- Branda Shoop arbeitet als Lehrerin an Clarence’ Schule. Sie beaufsichtigt den Spielplatz, ist äußerst streng und mag Kinder nicht. Während ihrer Aufsicht beachtet sie die Schüler kaum und hört stattdessen lieber Musik oder liest Bücher. Außerdem bevorzugt sie, dass die Kinder während der Pause im Schulgebäude bleiben, da ihre Mutter, die früher in der Schule angestellt war, es ihr nie erlaubt hat, draußen zu spielen. Sie hat keine Freunde, lebt alleine und verbringt ihre Freizeit damit, Dosenbohnen zu kochen.

- Amelia Marion „Amy“ Gillis kommt nur in einer Episode vor, da sie mit ihrer Familie umzieht. Sie und ihr Nachbar Clarence fahren auf Amys Fahrrad in den Park, um einen speziellen Stein, einen „Erratic“, zu finden, der viel größer als alle anderen Steine ist. Als sie auf den Stein steigen und spielen, werden sie von Belson und seinen Freunden überrascht, die ihnen heimlich gefolgt sind. Da Belson auf dem Stein spielen und ihn nicht teilen will, bricht ein „Tannenzapfenkrieg“ aus, während dem sich die Kinder mit den Zapfen gegenseitig bewerfen. Schließlich muss Amy nach Hause gehen und dankt Clarence für den schönen Tag.
- Amy Shutzger ist für ihr Alter sehr groß und kräftig. Sie schwärmt für ihren Klassenkameraden Jeff, was diesen nicht sehr erfreut.
- Blaide scheint ein Austauschschüler zu sein, da er mit einem nicht näher definierten Akzent spricht. Er ist mit Breehn befreundet.
- Lauren ist eine Freundin von Jeff und äußerst intelligent. Da ihr Vater der Meinung war, dass sie in der Schule nicht genug lernt, wurde sie seit dem Kindergarten zu Hause unterrichtet. Deswegen weiß sie nicht viel über die Außenwelt, weshalb Clarence, Jeff und Sumo sie in einer Folge an Orte führen, die sie zuvor noch nie gesehen hat.
- Cynthia Noles ist Belsons Mutter. Sie ist wohlhabend, gibt ihrem Sohn alles, was er sich wünscht und merkt nicht, wie unhöflich er zu ihr ist. Er hilft ihr auch nicht im Haushalt, da er, als sie ihn einmal dazu zwang, sich verletzte und seine Mutter dies seitdem nie wieder tat.
- Mr. Mozer ist Sumos Klassenlehrer an der West Aberdale Elementary und Ms. Baker sehr ähnlich.
- Ms. Lofton ist die Schuldirektorin an der West Aberdale Elementary.
- Rosie Randell, die Mutter von EJ und Großmutter von Jeff, ist arrogant und hat wie ihr Enkel Angst vor allerlei alltäglichen Situationen und Gegenständen.
- Walt und Tiffany sind Breehns Eltern, verhalten sich äußerst anmaßend und geben vor den anderen Erwachsenen gern mit ihrem erst kürzlich erworbenen Haus an.

## Produktion
Skyler Page, der für die ebenfalls von Cartoon Network produzierte Serie Adventure Time – Abenteuerzeit mit Finn und Jake Drehbücher schrieb und Storyboards erstellte, erschuf die Produktion im Jahr 2012 anlässlich einer Initiative des Senders, dem shorts development program. Junge Autoren wurden dazu aufgerufen, für die Cartoon Network Studios neue Serien zu erarbeiten. Durch dieses Programm entstanden neben Clarence unter anderem die Serien Steven Universe, Hinter der Gartenmauer und We Bare Bears – Bären wie wir.
Page entwickelte die Serie gemeinsam mit Nelson Boles an dem California Institute of the Arts, Boles wurde später zum Creative Director der Serie ernannt. Page war zu diesem Zeitpunkt 24 Jahre alt und somit die bislang jüngste Person, die ein Programm für den Sender kreierte. Im Jahr 2013 stellte Cartoon Network Page ein und nahm die Serie in ihr Programm auf. Die in Deutschland bislang nicht ausgestrahlte Pilotfolge feierte in den USA ihre Premiere am 17. Februar 2014 und wurde positiv bewertet. Die eigentliche Staffelpremiere fand am 14. April desselben Jahres statt und holte mit 2,3 Millionen Zuschauern zwei- bis dreifache Einschaltquoten im Vergleich zu anderen Serien derselben Zielgruppe und Sendezeit. Sie war zudem die erfolgreichste Pilotfolge einer Cartoon Network-Serie des Jahres 2014.
Im Juli 2014 wurde Page von Cartoon Network entlassen, da ihm mehrere Frauen sexuelle Belästigung vorwarfen. Spencer Rothbell, Mitglied des Autorenstabs, sprach daraufhin die Titelfigur ab der 37. Folge der ersten Staffel. Nelson Boles wurde Pages Nachfolger als Showrunner. Er verließ die Serie nach der ersten Staffel, seine Aufgabe übernahm Stephen P. Neary, einer der Storyboard-Zeichner.
Am 4. April 2017 gab Rothbell auf seinem Twitter-Account bekannt, dass die dritte Staffel die letzte der Serie sein wird. Die letzte Folge war am 24. Juni 2018 erstmals in den USA zu sehen.

## Synchronisation
Die Synchronisation der Serie wurde bei der Berliner Synchron München GmbH nach Dialogbüchern von Roman Wolko unter der Dialogregie von Achim Geisler und Stefan Kolo erstellt.

### Hauptfiguren
| Rolle                  | Englischer Sprecher                                                        | Deutscher Sprecher |
| ---------------------- | -------------------------------------------------------------------------- | ------------------ |
| Clarence Wendle        | Skyler Page (1.01–1.32, 1.35–1.36) Spencer Rothbell (1.33–1.34, 1.37–3.40) | Benedikt Gutjan    |
| Jeffrey „Jeff“ Randell | Sean Giambrone                                                             | Julian Manuel      |
| Ryan „Sumo“ Sumouski   | Tom Kenny Jason Marsden (Pilotfolge)                                       | Patrick Roche      |

### Nebenfiguren
| Rolle                         | Englischer Sprecher                          | Deutscher Sprecher |
| ----------------------------- | -------------------------------------------- | ------------------ |
| Mary Sophia Wendle            | Katie Crown                                  | Christine Stichler |
| Charles Arthur „Chad“ Caswell | Eric Edelstein                               |                    |
| Belson Alfred Noles           | Roger Craig Smith Jason Marsden (Pilotfolge) | Stefan Günther     |
| Chelsea Keezheekoni           | Grace Kaufman                                |                    |
| Breehn                        | Joshua Rush                                  |                    |
| Ms. Melanie Alexandra Baker   | Katie Crown                                  |                    |
| Percy Dahmer                  | Roger Craig Smith                            |                    |
| Nathan                        | Skyler Page Damien Haas                      | Oliver Scheffel    |
| Dustin Conway                 | Kyle Arem                                    | Fabian Wittkowski  |
| Mel Sumowski                  | John DiMaggio                                | Niko Macoulis      |
| EJ Randell                    | Lea DeLaria                                  |                    |
| Sue Randell                   | Tig Notaro                                   | Kristina Rössler   |
| Jim Reese                     | Skyler Page Donovan Patton                   |                    |
| Guyler                        | (stumm)                                      | (stumm)            |
| Regis Gilben                  | (stumm)                                      | (stumm)            |
| Mavis                         | Spencer Rothbell                             |                    |
| Joshua „Josh“ Maverick        | Brent Popolizio                              |                    |
| Kimby                         | Isabella Niems                               |                    |
| Malessica                     | Ivy Bishop                                   |                    |
| Courtlin                      | Tayler Buck                                  |                    |
| Branda Shoop                  | Katie Crown                                  |                    |
| Amelia Marion „Amy“ Gillis    | Ava Acres                                    |                    |
| Amy Shutzger                  | Skyler Page Damien Haas                      |                    |
| Blaide                        | Skyler Page Spencer Rothbell Grace Kaufman   |                    |
| Lauren                        | Rachel Eggleston                             |                    |
| Cynthia Noles                 | Mena Suvari                                  |                    |
| Mr. Mozer                     | Carlos Alazraqui                             |                    |
| Ms. Lofton                    | Jenelle Lynn Randall                         |                    |
| Rosie Randell                 | June Squibb                                  |                    |
| Mr. Dahmer                    | Roger Craig Smith                            |                    |
| Mrs. Dahmer                   | Roger Craig Smith                            |                    |
| Walt                          | Dave Wittenberg                              |                    |
| Tiffany                       | Abigal Revasch                               |                    |

## Nominierungen
Im Jahr 2013 wurde die Pilotfolge der Serie für einen Primetime Creative Arts Emmy in der Kategorie Beste animiertes Kurz-Format nominiert. Im Jahr 2015 erhielt die Serie eine Nominierung für einen British Academy Children’s Award in der Kategorie Beste internationale Serie. Im Folgejahr wurde die Folge Turtle Hats der ersten Staffel in der Kategorie Beste Folge einer Kinder-Fernsehserie für einen Annie Award nominiert.